# Campeonato Asiático de Atletismo de 2017 - 5000 m feminino
A prova dos 5000 metros feminino do Campeonato Asiático de Atletismo de 2017 foi disputada no dia 6 de julho de 2017 no Kalinga Stadium em Bhubaneswar, na Índia. 

## Recordes
Antes desta competição, os recordes mundiais e do campeonato nesta prova eram os seguintes:
|                       | Nome             | Nacionalidade          | Tempo      | Local  | Data                  |
| --------------------- | ---------------- | ---------------------- | ---------- | ------ | --------------------- |
| Recorde mundial       | Tirunesh Dibaba  | Etiópia                | 14m 11s 15 | Oslo   | 6 de junho de 2008    |
| Recorde do campeonato | Betlhem Desalegn | Emirados Árabes Unidos | 15m 12s 84 | Pune   | 7 de julho de 2013    |
| Recorde asiático      | Bo Jian          | China                  | 14m 28s 09 | Xangai | 23 de outubro de 1997 |

## Medalhistas
| Ouro                | Prata                     | Bronze                 |
| Darya Maslova (KGZ) | Alia Mohammed Saeed (UAE) | Sanjivani Jadhav (IND) |

## Resultado final
| Posição           | Atleta              | Nacionalidade          | Tempo    | Notas |
| ----------------- | ------------------- | ---------------------- | -------- | ----- |
| Medalha de ouro   | Darya Maslova       | Quirguistão            | 15:57.95 |       |
| Medalha de prata  | Alia Mohammed Saeed | Emirados Árabes Unidos | 15:59.95 |       |
| Medalha de bronze | Sanjivani Jadhav    | Índia                  | 16:00.24 |       |
| 4                 | Loganathan Suriya   | Índia                  | 16:01.96 |       |
| 5                 | Ryo Koido           | Japão                  | 16:11.15 |       |
| 6                 | Son Hui             | Coreia do Norte        | 16:30.07 |       |
| 7                 | Deng Qiaoling       | China                  | 17:53.88 |       |
| 8                 | Aprilia Kartina     | Indonésia              | 18:29.23 |       |

Legenda
| Recorde mundial       | Recorde mundial (World record)               |                       | Recorde africano                      | Recorde africano (African) |                                           | Q | Classificado por posição (Qualified) |
| Recorde do campeonato | Recorde do campeonato (Championship record)  | Recorde da América    | Recorde da América (Americas)         | q                          | Classificado por melhor tempo (Qualified) |   |                                      |
| Melhor marca do ano   | Melhor marca do ano (World leading)          | Recorde asiático      | Recorde asiático (Asian)              | DNS                        | Não largou (Did not start)                |   |                                      |
| Recorde nacional      | Recorde nacional (National record)           | Recorde europeu       | Recorde europeu (European)            | DNF                        | Não terminou (Did not finish)             |   |                                      |
| Recorde pessoal       | Recorde pessoal do atleta (Personal best)    | Recorde da Oceania    | Recorde da Oceania (Oceania)          | DSQ / DQ                   | Desclassificado (Disqualified)            |   |                                      |
| Recorde da temporada  | Recorde da temporada do atleta (Season best) | Recorde sul-americano | Recorde sul-americano (South America) | NM                         | Sem marca (No mark)                       |   |                                      |